# Oswald Georg Hirmer
Oswald Georg Hirmer (Amberg, 28 febbraio 1930 – Durban, 5 marzo 2011) è stato un vescovo cattolico e missionario tedesco.

## Biografia
Oswald Georg Hirmer nacque ad Amberg il 28 febbraio 1930.

### Formazione e ministero sacerdotale
Dopo aver conseguito il diploma nel liceo di Amberg, compì gli studi di filosofia e teologia per il sacerdozio presso il seminario di Ratisbona. Attraverso la mediazione di Joseph Nachtmann, segretario delle Pontificie Opere Missionarie a Monaco di Baviera dal 1952 al 1956 e poi direttore della LIGA Bank di Ratisbona, e inizialmente in resistenza all'allora vescovo di Ratisbona Michael Buchberger, nel 1953 decise insieme ad altri due giovani seminaristi di Ratisbona, Hubert Bucher e Fritz Lobinger, di partire come missionario fidei donum.
Il 29 giugno 1955 fu ordinato presbitero per la diocesi di Ratisbona. Per due anni fu cappellano a Ruhmannsfelden. Fritz Lobinger partì per il Sudafrica nel 1956, Oswald Hirmer un anno dopo e Hubert Bucher nel 1958. Tutti e tre avrebbero trascorso gran parte della loro vita in Sudafrica e sarebbero diventati vescovi.
Inizialmente prestò servizio ad Aliwal e poi a Georgetown. Dal 1969 fu coinvolto con Fritz Lobinger nell'opera dell'Istituto missiologico "Lumko", l'istituto pastorale della Conferenza dei vescovi cattolici dell'Africa Meridionale fondato per l'attuazione del Concilio Vaticano II in Sudafrica. Qui Lobinger e Hirmer contribuirono in modo significativo allo sviluppo del modello pastorale delle piccole comunità cristiane che utilizza il sistema di condivisione della Bibbia, un metodo di studio delle Sacre Scritture che ha implicazioni per il ministero liturgico, la catechesi, i progetti sociali e l'istituzione della Chiesa locale.
Nel 1972 conseguì il dottorato in teologia presso la Facoltà di teologia cattolica dell'Università di Münster con una dissertazione intitolata Die Funktion des Laien in der katholischen Gemeinde: Untersuchungen in der afrikanischen Mission unter Beruecksichtigung entsprechender Erfahrungen nicht-katholischer Gemeinden im Xhosagebiet der Republik Suedafrika (La funzione del laico nella comunità cattolica: indagini nella missione africana tenendo conto delle esperienze rilevanti delle comunità non cattoliche nella regione Xhosa della Repubblica del Sudafrica). Lo stesso anno divenne docente presso l'Istituto per studi missionari di Georgetown e rettore del seminario minore "Zingisa" di Umtata.
Dal 1992 al 1996, insieme alla Federazione delle conferenze episcopali dell'Asia, fu responsabile dell'adattamento del programma dell'Istituto "Lumko" alla situazione asiatica e adottò il modello africano sviluppato da lui e Lobinger per lo sviluppo delle comunità ecclesiali di base alle condizioni asiatiche.

### Ministero episcopale
Il 21 aprile 1997 papa Giovanni Paolo II lo nominò vescovo di Umtata. Ricevette l'ordinazione episcopale il 28 giugno successivo nel campo sportivo della Ikkwesi Lokhusa School Sports di Mthatha dall'arcivescovo metropolita di Durban Wilfrid Fox Napier, co-consacranti il vescovo emerito di Umtata Andrew Zolile T. Brook e il vescovo di Aliwal Fritz Lobinger.
Dal 29 aprile 2004 al 24 febbraio 2008 fu anche amministratore apostolico di Aliwal ma incaricò il vescovo emerito Fritz Lobinger di "continuare a dirigere la diocesi in suo nome".
Nel giugno del 2005 compì la visita ad limina.
L'8 febbraio 2008 papa Benedetto XVI accettò la sua rinuncia al governo pastorale della diocesi per raggiunti limiti di età.
Partecipò alla XII assemblea generale ordinaria del Sinodo dei vescovi che ebbe luogo nella Città del Vaticano dal 5 al 26 ottobre 2008 sul tema "La Parola di Dio nella vita e nella missione della Chiesa".
In pensione, visse con Hubert Bucher (che tornò in Germania nel 2017) e Fritz Lobinger, in una casa di riposo per sacerdoti a Mariannhill, un sobborgo di Durban, sede dei missionari di Mariannhill.
Morì a Durban la notte del 5 marzo 2011 all'età di 81 anni.

## Opere
- con Paul Nadal, Fritz Lobinger, Theodula Muller, Johannes Gruger, Ino Zimmermann e Paul Zimmermann, People of God, Geoffrey Chapman, 1969, ISBN 978-0-225-48888-3.
- Lo bana ba me, Londra, Geoffrey Chapman, 1969,  p. 63.
- con Fritz Lobinger, One aanona jandje: eehapu odha tshangwa ku, Londra, Chapman, 1969,  p. 63.
- con Fritz Lobinger, Ningabantwana Bami, Londra, Geoffrey Chapman, 1969.
- con Fritz Lobinger, You are my children: teacher's guide for book 1, Pretoria, Southern African Catholic Bishops' Conference, 1969.
- con Fritz Lobinger, Julle is my kinder, Mariannhill, Mariannhill Mission Press, 1970.
- con Lawrence Yombwe, The pastoral use of the Bible: Gospel sharing methods, Lumko Missiological Institute, 1971.
- con Fritz Lobinger, You are my children, Londra, Chapman, 1972,  p. 63, ISBN 9780225488883.
- Die Funktion des Laien in der katholischen Gemeinde: Untersuchungen in der afrikanischen Mission unter Beruecksichtigung entsprechender Erfahrungen nicht-katholischer Gemeinden im Xhosagebiet der Republik Suedafrika, Münsterschwarzach, Vier-Tuerme-Verlag, 1973,  p. 212, ISBN 978-3-878-68052-9.
- You are my children: Pictures by Johannes Grüger... 2. Teacher's guide. 1973, Londra, Chapman, 1973.
- con D. Dargie, The training of hymn-leaders, Lady Frere, Lumko Missiological Institute, 1976,  p. 26.
- Marx, money, Christ: an illustrated introduction into capitalism, Marxism, and African socialism, examined in the light of the Gospel, Gweru, Mambo Press, 1982,  p. 152, ISBN 978-0-869-22196-9.
- Devenir un peuple de prophètes: comment élaborer en groupe une action prophétique: 13 programmes, Kinshasa, Éditions L'Épiphanie, 1985,  p. 79.
- Pesa Marx na kristo, Tabora, TMP Book Dept., 1985,  p. 184.
- con F. R. Broderick, Gospel sharing, Lady Frere, Lumko Missiological Institute, 1985.
- con Fritz Lobinger, The Sunday reader's lectionary: for lay ministers, Londra, Collins, 1986,  p. 672, ISBN 978-0-005-99921-9.
- Christian initiation of adults: a workbook for trainers for introducing the rites of Christian initiation of adults (RCIA) and the catechumen-catechism and our journey together (Libro di testo per il kit n. 30 "Christian initiation" che contiene i manifesti di cui al presente opuscolo), Lady Frere, Lumko missiological Inst., 1987,  p. 28.
- Sisendleleni kanyekanye: Incwadi zoku thwasiswa kwabadala ebandleni RCIA, Lady Frere, Transkei, Lumke Institute, 1987.
- Christian initiation of adults: our journey together: a workbook for trainers, Delmenville, Lumko, 1987.
- Alternative ways of being Church in the Asia of the 1990s, Federation of Asian Bishop’s Conferences, 1990,  p. 20.
- The Gospel and the social system: an illustrated introduction into capitalism, Marxism, and African socialism examined in the light of the Gospel, Kampala, St. Paul Publications-Africa, 1990,  p. 189.
- Sie werden auf meine Stimme hören / [6] [Methodenkarte], Monaco di Baviera, Missio u.a., 1991, ISBN 9783924654078.
- Gemeinsam glauben: Begleitbuch zur Eingliederung Erwachsener in die Kirche: 47 katechetische Gruppenstunden, Monaco di Baviera, Missio, 1991,  p. 235, ISBN 9783924654054.
- Sie werden auf meine Stimme hören / 1, Vier Wege des Bibel-Teilens, Monaco di Baviera, Missio, 1991,  p. 20.
- Sie werden auf meine Stimme hören / 2, Bibel-Teilen in sieben Schritten, Monaco di Baviera, Missio, 1991,  p. 16.
- Sie werden auf meine Stimme hören / 3, Bibel-Teilen als Lebensspiegel, Monaco di Baviera, Missio, 1991,  p. 15.
- Sie werden auf meine Stimme hören / 4 Bibel-Teilen als Sehen, Hören, Handeln, Monaco di Baviera, Missio u.a., 1991,  p. 13, ISBN 9783924654078.
- Sie werden auf meine Stimme hören / 5, Bibel-Teilen als Deuten der Zeichen der Zeit, Monaco di Baviera, Missio, 1991,  p. 14.
- con Wendy Louis, Josephine Leow e Doris Woon, Our journey together: a guide for the Christian community to accompany adult catechumens on their journey of faith, Singapore Pastoral Institute, 1993,  p. 300, ISBN 978-9-810-04209-7.
- con Dina Cormick e Theodula A. Müller, Godś children. 1, Pupilś book, Isando, Heinemann, 1995,  p. 89, ISBN 9781874925538.
- con Dina Cormick e Theodula A. Müller, Godś children. 2, Teachers ́guide book 1, Isando, Heinemann, 1995,  pp. 134 + suppl.
- Bibel Teilen: bekannte Texte neu erleben, Aquisgrana, Missio, 1998,  p. 62.
- con Georg Steins, Gemeinschaft im Wort: Werkbuch zum Bibel-Teilen, Monaco di Baviera, Bernward bei Don Bosco, 1999,  p. 98, ISBN 978-3-769-81116-2.
- About funerals: a big show, or what?: To all parishes, small Christian communities, Catholic schools and associations in the diocese of Umtata; a reflection for all, Nairobi, Paulines Publ. Africa, 2001,  p. 12, ISBN 978-9-966-21616-8.
- About fear, witchcraft and Christian healing: to all parishes, small Christian communities, Catholic schools and associations in the diocese of Umtata; a reflection for all, Nairobi, Paulines Publ. Africa, 2001,  p. 16, ISBN 978-9-966-21615-1.
- About the killer called AIDS: to all parishes, small Christian communities, Catholic schools and associations in the diocese of Umtata; a reflection for all, Nairobi, Paulines Publ. Africa, 2001,  p. 20, ISBN 978-9-966-21614-4.
- About the cry of unborn babies: to all parishes, small Christian communities, Catholic schools and associations in the diocese of Umtata; a reflection for all, Nairobi, Paulines Publ. Africa, 2001,  p. 11, ISBN 9789966216137.
- L'emploi pastoral de la Bible: méthodes de partage d'Évangile: les sept étapes..., Kinshasa, Verbum Bible, 2003,  p. 159.
- con il Diocesan Animation Team (DAT) della diocesi di Umtata, Our Joy In Being Catholic - Our Catholic Customs And Beliefs, Mariannhill Mission Press, 2007, ISBN 978-0-620-37870-3.
- Sie werden auf meine Stimme hören, Monaco di Baviera, Missio u.a.

## Genealogia episcopale e successione apostolica
La genealogia episcopale è:
- Cardinale Scipione Rebiba
- Cardinale Giulio Antonio Santori
- Cardinale Girolamo Bernerio, O.P.
- Arcivescovo Galeazzo Sanvitale
- Cardinale Ludovico Ludovisi
- Cardinale Luigi Caetani
- Cardinale Ulderico Carpegna
- Cardinale Paluzzo Paluzzi Altieri degli Albertoni
- Papa Benedetto XIII
- Papa Benedetto XIV
- Papa Clemente XIII
- Cardinale Marcantonio Colonna
- Cardinale Giacinto Sigismondo Gerdil, B.
- Cardinale Giulio Maria della Somaglia
- Cardinale Carlo Odescalchi, S.I.
- Cardinale Costantino Patrizi Naro
- Cardinale Serafino Vannutelli
- Cardinale Domenico Serafini, Cong.Subl. O.S.B.
- Cardinale Pietro Fumasoni Biondi
- Arcivescovo Martin Lucas, S.V.D.
- Arcivescovo Denis Eugene Hurley, O.M.I.
- Cardinale Wilfrid Fox Napier, O.F.M.
- Vescovo Oswald Georg Hirmer

La successione apostolica è:
- Vescovo Sithembele Anton Sipuka (2008)